# Rue des Haies
La rue des Haies est une voie située dans le quartier de Charonne dans le 20e arrondissement de Paris.

## Situation et accès
La rue des Haies est desservie à proximité par les lignes 2 à la station Avron et 9 à la station Maraîchers

## Origine du nom
Elle porte ce nom car c'est un ancien sentier bordé de buissons.

## Historique
La rue des Haies, qui est déjà signalée à l'état de sentier sur le plan de Roussel de 1730, apparait sur le plan cadastral de 1812 de la commune de Charonne, sous le nom de « chemin du Petit-Charonne ».
Elle est transformée en rue sous sa dénomination actuelle en 1844, puis est amputée de la partie comprise entre la rue des Maraîchers et la rue Courat lors de la construction de la ligne de Petite Ceinture en 1852.
Classé dans la voirie parisienne en vertu du décret du 23 mai 1863, le tronçon de la rue qui finissait à la rue d'Avron est incorporé en 1875 à la rue Planchat.

## Bâtiments
- Au no 27, les bains-douches construits en 1928 par Henri Gautruche et Georges Planche, à l'angle de la rue de Buzenval[2].
- Aux nos 29-35, la bibliothèque Louise-Michel[3].
- Au no 43, l'une des entrées du jardin Casque d'Or avec un jardin partagé[4].

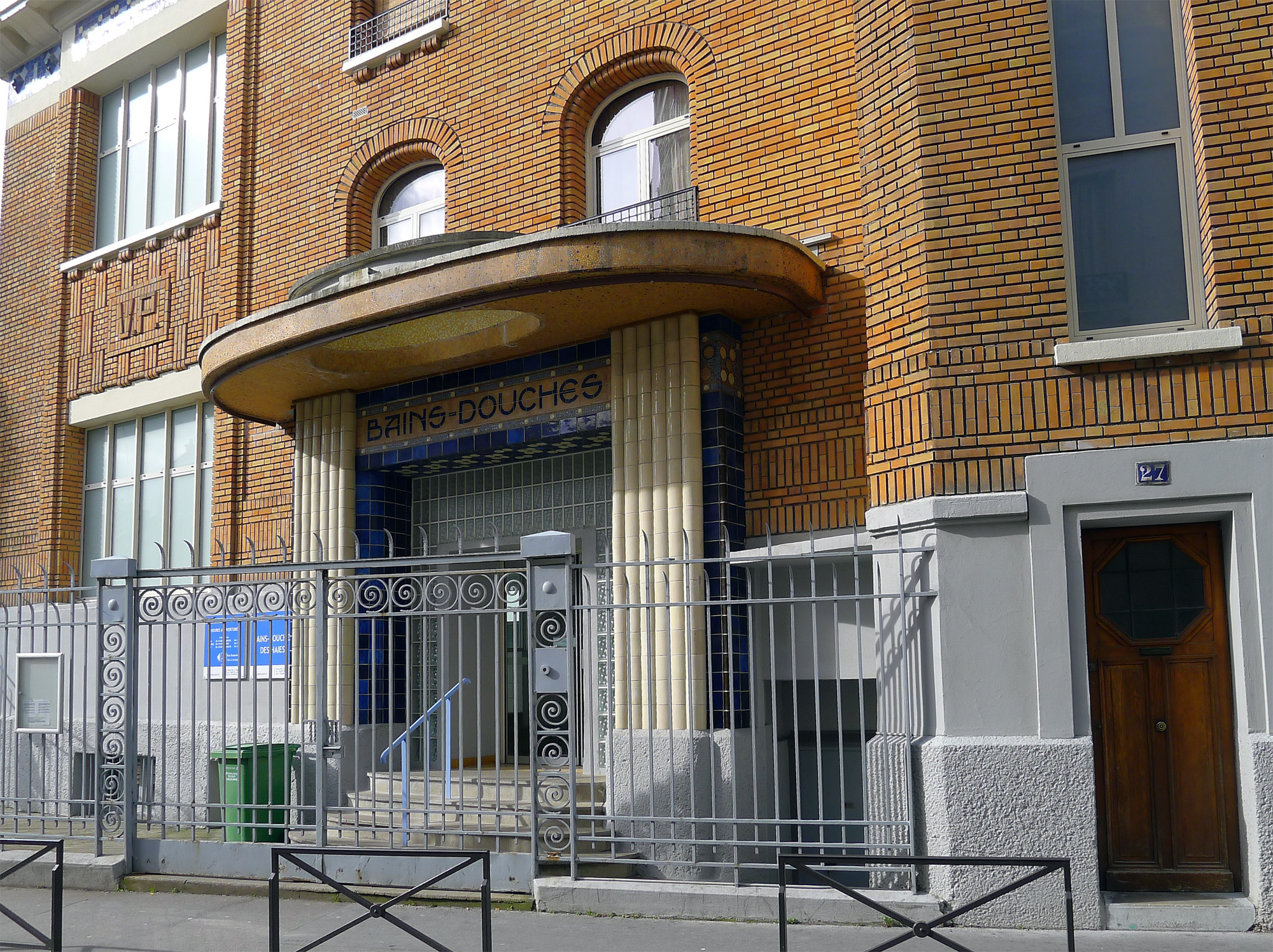
No 27 : bains-douches.
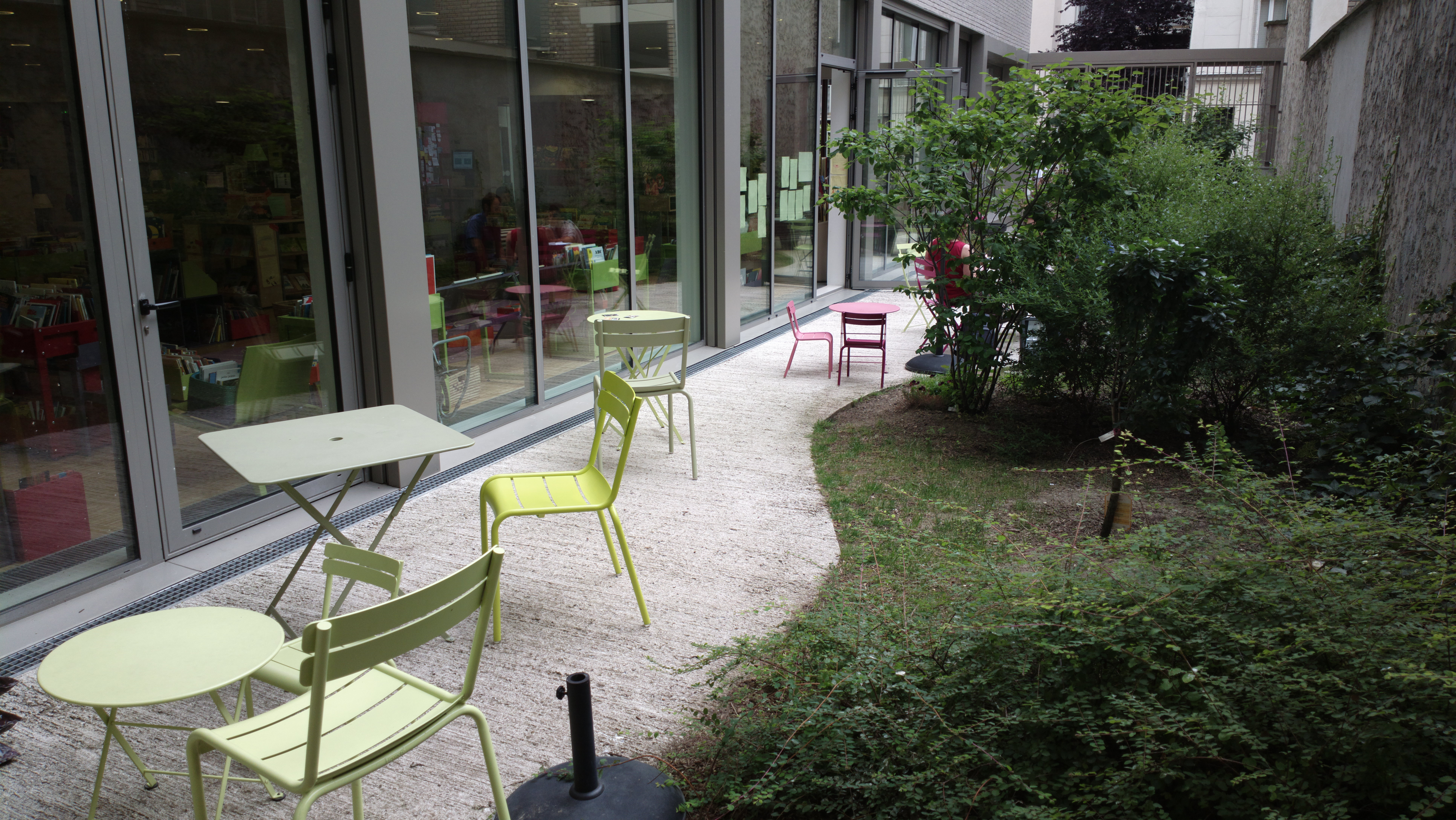
Nos 29-35 : bibliothèque Louise-Michel (intérieur).
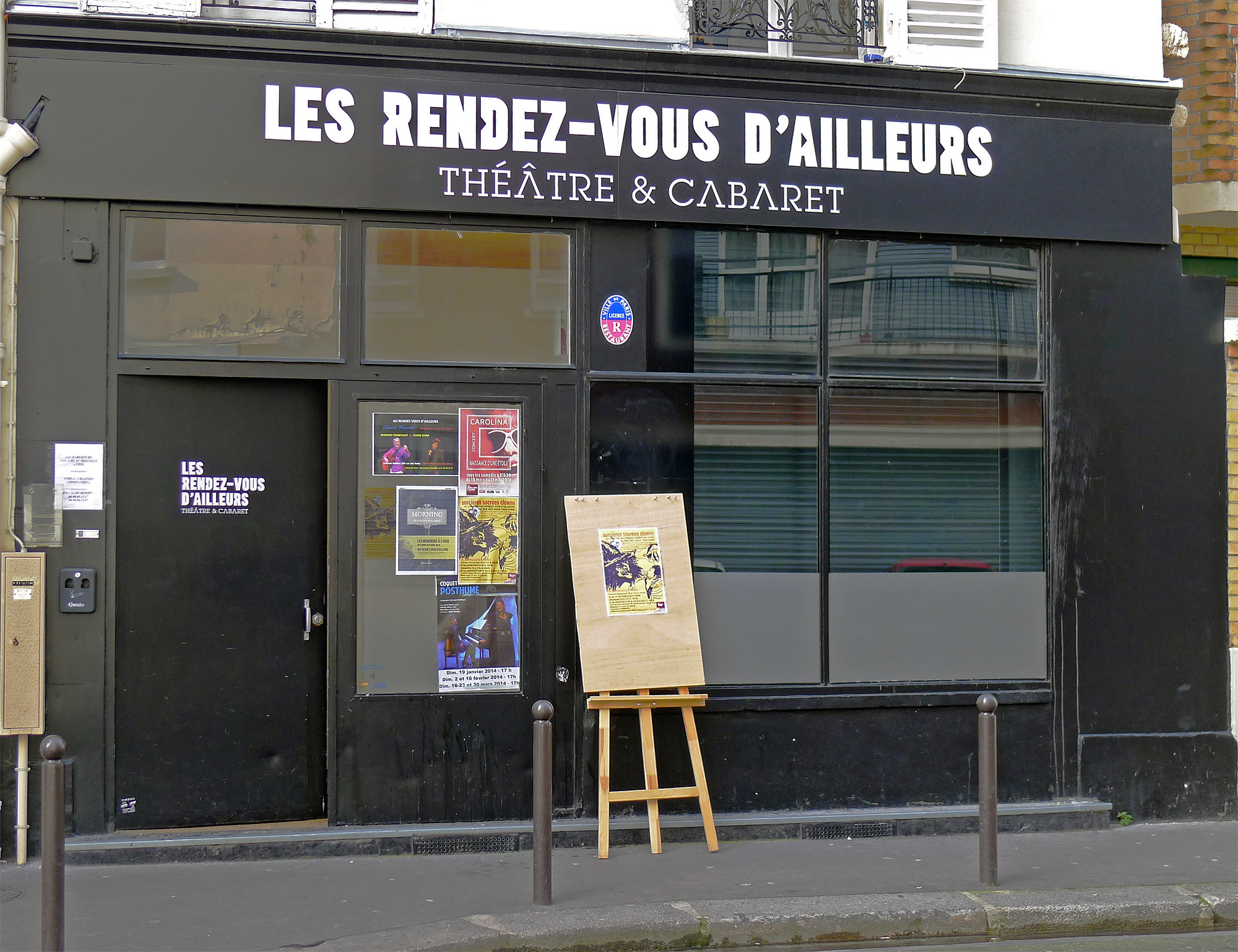
No 109 : théâtre Les Rendez-Vous d'ailleurs.

- Au numéro 51 se trouve le siège de la Grande Loge mixte universelle[5].
- Au no 80 sont d'anciens ateliers entièrement réaménagés en 2007 en respectant le caractère original du lieu avec ses bâtiments et ses vieux pavés. C'était l'ancien siège du journal Rue89 du printemps 2007 au 26 mars 2010[6] dans la pépinière Paris Innovation. Le lieu a ensuite été occupé par l'incubateur Welcome City Lab[7] puis Smart Food Paris[8].

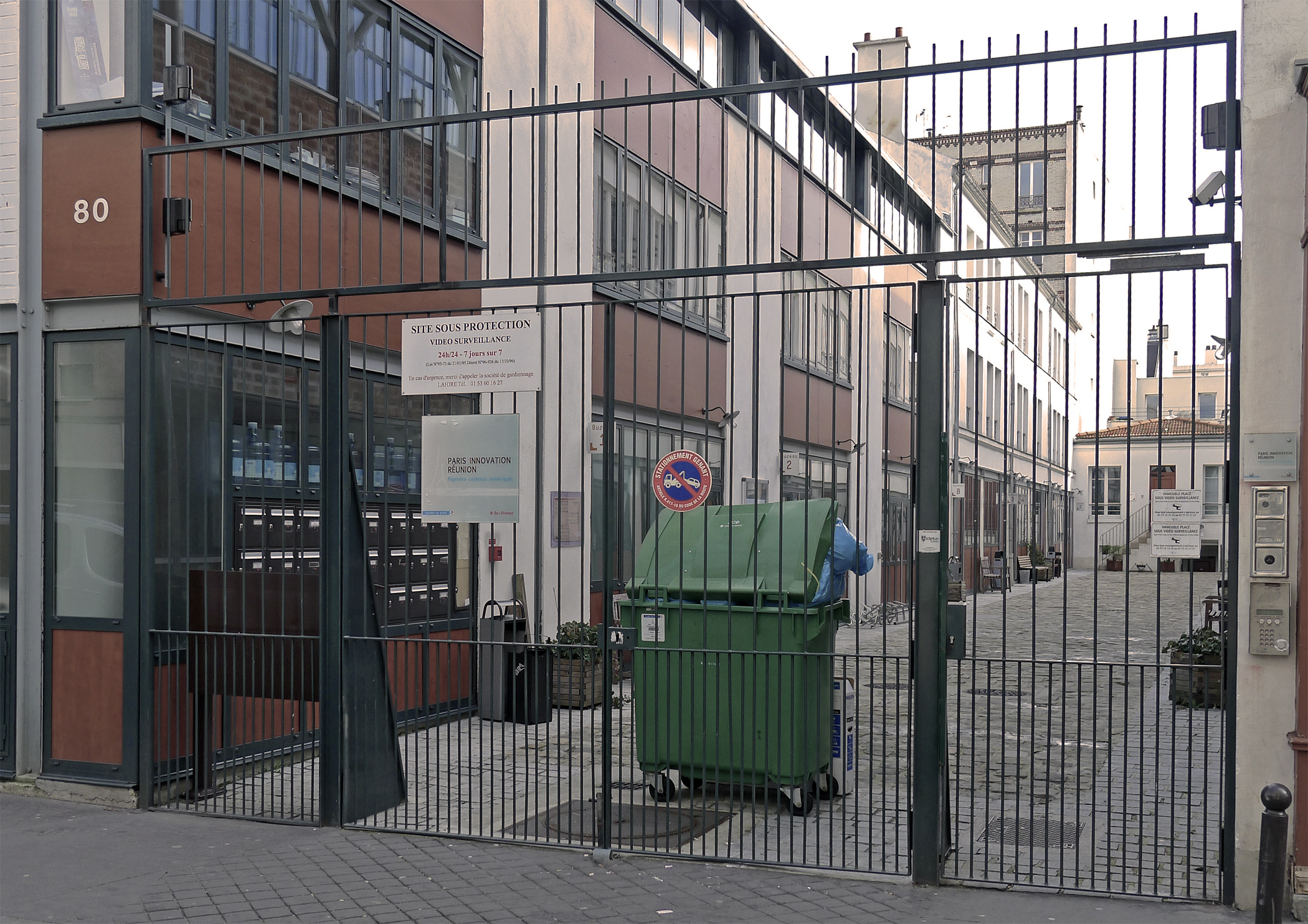
L'entrée du no 80.
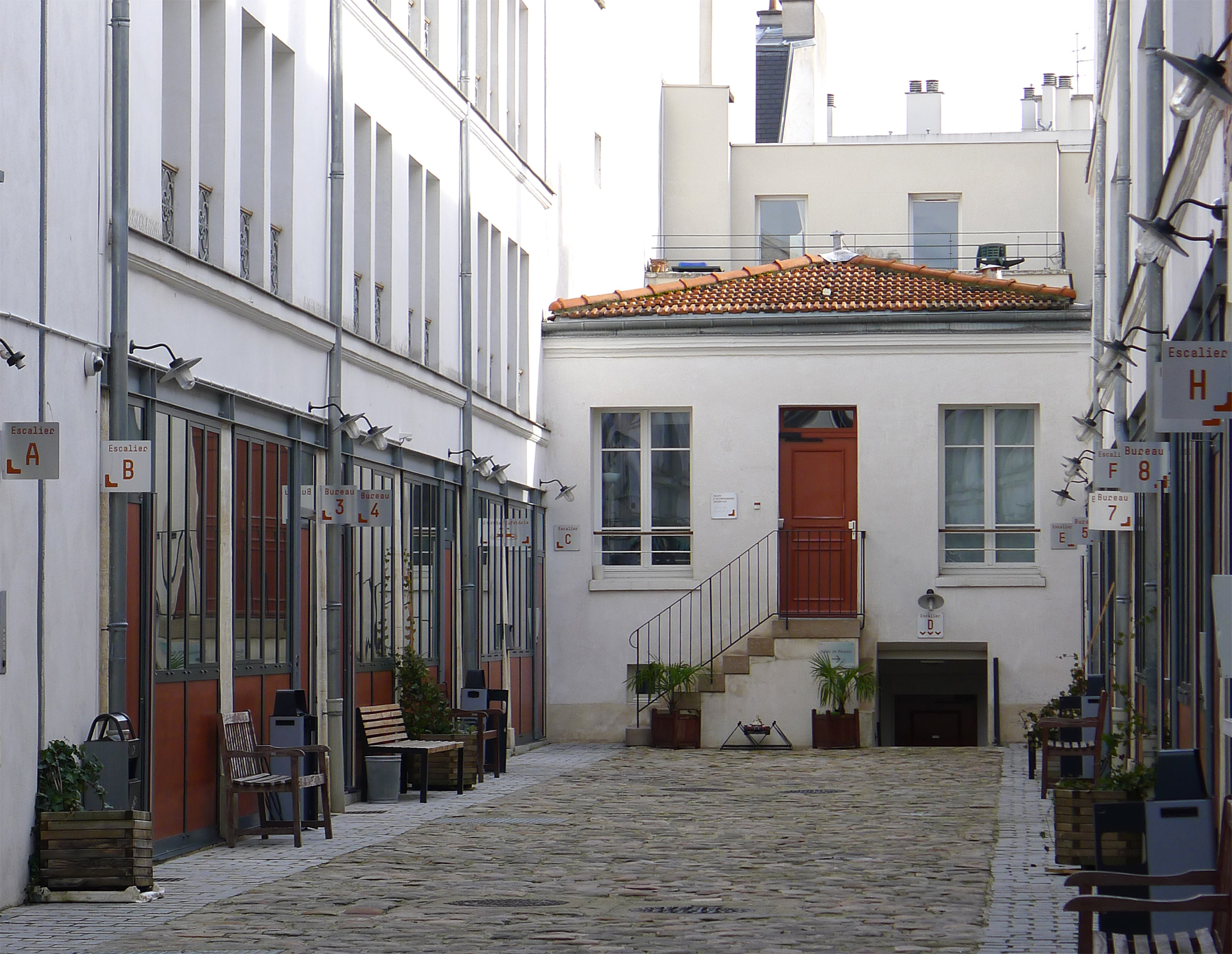
L'aménagement du no 80.